# Lyulka AL-7
Il Ljul'ka AL-7 fu un turbogetto progettato dall'ingegner Archip Michajlovič Ljul'ka e dall'ufficio tecnico da lui diretto.
Il primo stadio del compressore era supersonico ed il prototipo, denominato TR-7, sviluppava 6 500 kg di spinta (63,7 kN) e venne collaudato nel 1952.
Il motore era inizialmente inteso per il bombardiere Ilyushin Il-54. Nel 1953 venne anche creata una versione, AL-7F (Forsaž, postcombustore), dotata di postcombustore. Nel 1957 questa versione equipaggiava i Sukhoi Su-7 (Fitter), che erano capaci di volare a Mach 2 ad 18 000 m di quota. Successivamente anche i caccia Sukhoi Su-9 (Fishpot), Tupolev Tu-128P (Fiddler) ed i missili Raduga Kh-20 (AS-3 Kangaroo) furono dotati di questo propulsore. L'idrovolante Beriev M-10G usava una versione senza postcombustione, AL-7PB, con palette del compressore in acciaio inossidabile.

## Versioni
- AL-7: prototipo, marzo del 1953.
- AL-7F-1: prima versione di serie con camera di postcombustione. Equipaggiava i Sukhoi Su-7 e Su-7B. 1959.
- AL-7F-2: seconda versione di serie, venne aggiunto un secondo stadio della turbina e l'ottavo e nono stadio del compressore. Venne adottato da Sukhoi Su-9 e Sukhoi Su-11 1960.
- AL-7PB: la camera di postcombustione fu sostituita da un ugello a spina centrale a geometria fissa. Adottato da Beriev Be-10 e Tupolev Tu-110. 1961.
- AL-7F-4: 1962.
- AL-7FK: 1958.